# Eleonore von Portugal (1211–1231)

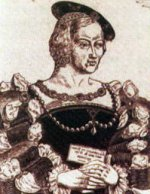
Eleonore von Portugal, Königin von Dänemark (16. Jahrhundert)

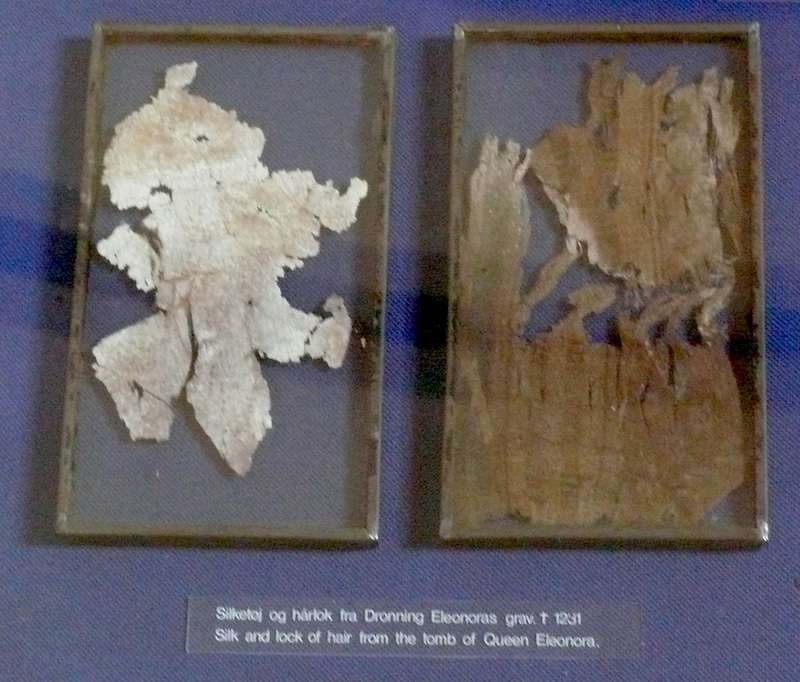
Seide und Haarlocke aus Eleonores Grab

Eleonore von Portugal (* 1211; † 28. August 1231) war eine portugiesische Infantin, die einzige Tochter des Königs Alfons II. von Portugal und dessen Gemahlin Urraca von Kastilien. Sie war Königin von Dänemark durch Heirat mit dem dänischen Junior-König Waldemar (Schleswig), Sohn von Waldemar II., im Jahr 1229.

## Biografie
Bischof Gunner von Viborg hatte die Idee zu dieser Heirat, als Eleonores Tante Berengaria Waldemars Stiefmutter geworden war. Die Hochzeit fand am 24. Juni 1229 in Ribe statt. Am nächsten Tag erhielt Eleonore die südliche Hälfte der Insel Fünen als Morgengabe. Zwar nur Junior-Königin, war sie zu jener Zeit die einzige Königin in Dänemark; denn ihre Tante war acht Jahre zuvor gestorben und ihr Schwiegervater hatte nicht wieder geheiratet.
Nur zwei Jahre später starb Eleonore bei einer Kindsgeburt am 28. August 1231. Nur drei Monate später wurde ihr Ehemann durch einen versehentlichen Schuss bei einem Jagdausflug getötet. 
Die Untersuchung von Eleonores Grab in der St.-Bendts-Kirche (Ringsted) ergab, dass sie an Knochentuberkulose gelitten hatte, was wohl zu ihrem frühen Tod beigetragen hat. Am Fußende von Eleonores Grab fand man einen bleiernen Sarg mit den Knochen eines etwa sechs Monate alten Kindes mit Scrofulose. Also gebar Eleonore wahrscheinlich ein Kind, das sie um nur sechs Monate überlebte.